# Nyt poliohospital
|  | Denne artikel er oprettet af botten Steenthbot ud fra en ekstern database. Den kan derfor have sproglige fejl eller mangler. Denne skabelon kan fjernes efter kontrol af indholdet. |

Nyt poliohospital er en dansk dokumentarisk optagelse fra 1956.

## Handling
Dronning Ingrid åbner Polioinstituttet på Tuborgvej 1. maj 1956.

## Medvirkende
- Dronning Ingrid